# لوكاس كويفاس
لوكاس كويفاس (بالإسبانية: Lucas Cuevas)‏ هو لاعب كرة قدم أرجنتيني، ولد في 9 نوفمبر 1996 في بوينس آيرس في الأرجنتين. لعب مع هوراكان.

## وصلات خارجية
- لوكاس كويفاس على موقع قاعدة بيانات كرة القدم.إي يو (الإنجليزية)
- لوكاس كويفاس على موقع Soccerway.com (الإنجليزية)